# グラン・サッソ国立研究所
グラン・サッソ国立研究所（Laboratori Nazionali del Gran Sasso; LNGS）は、世界最大の地下研究所である。イタリアのグラン・サッソ山の下にあり、 INFNによる素粒子物理学の研究でよく知られている。地上施設に加えて、山の下には広大な地下施設がある。最寄りの町はラクイラとテーラモである。 ローマからは約120kmの距離にある。 
研究所の主な使命は、低バックグラウンド環境を実現可能なその特性と設備を生かして、素粒子天体物理学や原子核天体物理学及びその他の分野の実験の場を提供することである。LNGSは、他の3つのヨーロッパの地下素粒子天体物理学研究所であるモダーヌ地下研究所(en:Laboratoire Souterrain de Modane)、カンフランク地下研究所(en:Laboratorio subterráneo de Canfranc)及びボールビー地下研究所(en:Boulby Underground Laboratory)と同じく共同グループILIASの一員である。 

## 設備
この研究所は、グラン・サッソ・エ・モンティ・デッラ・ラガ国立公園(en:Gran Sasso e Monti della Laga National Park)内にある地上施設と、全長10kmのグラン・サッソ・トンネル(en:Traforo del Gran Sasso)に隣接する広大な地下施設で構成される。 
LNGSにおける最初の大規模実験は1989年に行われた。その後、施設が拡張され、現在では世界最大の地下研究所となっている。
主な実験室として筒型ヴォールト天井のホールが3つあり、それぞれおよそ幅20m、高さ18m、長さ100mである 。これらを合わせると、床面積はおよそ3×20×100 = 6,000平方メートル (65,000 sq ft)、容積はおよそ3×20×（8 + π 4）×100 = 95,100立方メートル (3,360,000 cu ft) である。より小さなスペースと様々な連絡トンネルを含めると、施設全体では17,800平方メートル (192,000 sq ft) 、180,000立方メートル (6,400,000 cu ft)である  。 
実験ホールは約1400mの岩で覆われていて、宇宙線から実験を保護している。約3400メートル水当量（en:meter water equivalent; mwe）の遮蔽を提供して、これは最も深い地下実験室ではないが、鉱山エレベーターを使わずに操業できるという点で非常に評判が良い。 

## 研究プロジェクト

### ニュートリノ研究
2006年8月下旬以降、CERNのスーパー陽子シンクロトロンからミューニュートリノのビームが730km離れたグラン・サッソ研究所に向けて照射され、OPERAとICARUS検出器によって検出されている(en:CERN Neutrinos to Gran Sasso) 。このニュートリノ振動の研究はフェルミラボからMINOSへ向けて照射する実験の結果を改善すると期待される。 
2010年5月、グラン・サッソ研究所の理事Lucia Votanoは、「OPERA実験は最初の目標、すなわちジュネーブからグラン・サッソ研究所に到達するまでの間にミューニュートリノから変化することで得られるタウニュートリノの検出を達成した。」と報告した  。ニュートリノがこの変化を起こすためには質量を持たなければならないため、この発見は素粒子物理学の標準モデルに何らかの欠陥があることを示している。 
CUORE (en:Cryogenic Underground Observatory for Rare Events)と呼ばれる、ニュートリノがマヨラナ粒子かディラク粒子かを決定するための努力がこの研究所で行われている（2018年現在）。最近鋳造された鉛よりも古代の鉛の方が放射能が低いため、この検出器は古代ローマの難破船から回収された鉛で遮蔽されている。この遺物はカリャリの国立考古学博物館からCUOREに提供された。 
2011年9月、OPERA共同研究チームのDario Autieroは、ニュートリノが光速で移動するとした場合よりも約60ns早くOPERAに到達したことを示す結果が得られたことを発表した。この超光速ニュートリノ異常の原因はすぐには解明されなかった。  この結果はその後調査され、間違っていることが確認された。これはOPERA実験室の受信機における光ファイバーケーブルの接続不良によって引き起こされ、ニュートリノ到着信号に比べてクロック信号の到着が遅れることによるものであった。 
2014年にBorexinoが初めて、太陽の主要な陽子-陽子核融合過程からのニュートリノを直接測定した。この結果はNatureに掲載されている。この測定値は、MSW理論で説明される太陽ニュートリノ振動の理論を加えたジョン・バーコールの標準太陽モデルから導き出される予測値と一致する。これは太陽に燃料を供給するP-Pチェーンに関する理解の礎石と見なすことができる。 

### 実験
- BOREXINO
- COBRA
- CRESST
- CUORE/Cuoricino
- DAMA/NaI
- GALLEX
- GNO
- LVD
- MACRO (終了)
- OPERA
- XENON